# متحف الشجرة للتراث
متحف الشجرة للتراث أحد متاحف منطقة الجوف شمال المملكة العربية السعودية، يقع المتحف في القريات، أسسه نزال صامد الشراري.

## أجزاء المتحف
يتكون المتحف من مبنى مستقل رئيسي من ثلاث أجزاء تتوسطها شجرة كبيرة وخيمة تراثية:
- الجزء الأول يحتوي على كتب ومطبوعات وصور ولوحات قديمة.
- الجزء الثاني يحتوي على المحنطات كالسباع والزواحف والطيور الجارحة والداجنة وتشكيلات طبيعية صخرية.
- الجزء الثالث يحتوي على سياح الصوف والسجاد والبسط ومستلزمات الفارس وأغراض الترحال وأدوات القهوة والطبخ والأدوات الزراعية.
- الشجرة العرض عليها دورين باستخدام سلم خشبي وتحتوي على قطع نحاسية وفخارية وخوصيات.